# Chhatral INA
Chhatral INA é uma cidade no distrito de Gandhinagar, no estado indiano de Gujarat.

## Demografia
Segundo o censo de 2001, Chhatral INA tinha uma população de 1679 habitantes. Os indivíduos do sexo masculino constituem 59% da população e os do sexo feminino 41%. Chhatral INA tem uma taxa de literacia de 58%, inferior à média nacional de 59,5%; a literacia no sexo masculino é de 68% e no sexo feminino é de 43%. 19% da população está abaixo dos 6 anos de idade.